# Gboard
Gboard，也称Google键盘，指的是由谷歌开发的一款iOS和Android系统移动设备虚拟键盘，其中iOS版最早发布于2016年5月，Android版作为“Google Keyboard”的更新最早发布于2016年12月。
2018年8月，Gboard在Google Play上的下载量已达十亿，使其成为了有史以来最成功的Android软件之一。

## 功能
Gboard包含Google搜索功能，可根据用户所输入内容显示网络搜索结果（自2020年4月起该功能已删除）及问题预测。Gboard还拥有表情符号、基于机器学习的单词联想及多语言切换输入的功能。该键盘也支持键盘背景设置、语音听写、手绘表情符号识别的功能。Gboard在iOS首次发布时仅支持英文输入，但在之后的几个月，其支持的语言种类逐步有所增加；到Android版发布时，该键盘已支持超100种语言输入。截至2019年10月，该键盘已支持916种语言输入。
Gboard中内置了Google翻译程序，并自2016年5月起支持单手输入功能。其支持多种键盘布局，其中包括QWERTY、QWERTZ、AZERTY、德沃夏克鍵盤及阔码键盘。
2016年8月，Gboard在iOS设备上进行更新，增加了法语、德语、意大利语、葡萄牙語及西班牙语的输入功能。除此之外，Gboard增加了智能GIF建议功能，可在用户输入内容后自动弹出与其相关的表情建议窗口；同时，Gboard还支持了深色主题，并允许客户自定义键盘背景图片。2017年3月，Gboard增加了克罗地亚语、捷克语、丹麦语、荷兰语、芬兰语、希腊语、波兰语、罗马尼亚语、俾路支语、瑞典语、加泰罗尼亚语、匈牙利语、马来语、俄语、拉丁美洲西班牙语及土耳其语的输入功能，同时增加了语音听写功能。同年4月，Gboard增加了11种印度语言；此时这一键盘支持的输入语言数量已经达到了22种。
2017年6月，Android版Gboard增加了手绘表情识别的功能，同时支持了基于单词联想改良的词组联想功能。随后不久，iOS版Gboard也更新支持了此功能。 2019年3月，Gboard支持了离线语音识别输入功能。
2020年2月12日，Gboard推出了“表情工坊（Emoji Kitchen）”功能，用户可通过此功能揉合多个表情符号并生成新的表情符号，并可以在正常发送信息时使用。 2021年10月，Gboard在Pixel 6系列手机上首次投入了语法修正功能。

## 评价
2016年，华尔街日报曾对Gboard有所评论。其对该键盘支持的Google搜索功能和联想输入功能赞赏有加，但也批评称这一功能尚未与其他手机上的软件实现联动，导致“当用户想购买美国队长电影票时，这一键盘会将用户引导至浏览器的网页上，而不是引导进入手机上的既有软件”；其还批评称，键盘各按键的大小和颜色也并不能调整，所以“如果用户在寻找一个能够自定义的优秀键盘时，Gboard一定不会出现在他的考虑清单中”。

## 外部連結
- （英文）Google Play商店中的Gboard
- （英文）苹果App Store中的Gboard